# Magdalena penitent (Montserrat)
La Magdalena penitent és una pintura a l'oli de El Greco que es conserva al Museu de Montserrat. Segons s'ha publicat a premsa, la direcció del museu té alguns dubtes sobre la seva autenticitat, tot i que Harold Wethey la va considerar una obra autèntica d'El Greco. i la cataloga amb el número 262, i dins de la Variant núm. III, entre les diverses versions que va pintar El Greco sobre el tema de Maria Magdalena.

## Història
L'obra formava part de la col·lecció privada Gallart i Folch de Barcelona, qui la va adquirir en un mercat de vell a Madrid per 8.000 pessetes, amb la intenció de fer-lo servir per decorar el seu Palau de les Heures, que havia estat saquejat durant la Guerra Civil Espanyola. Més endavant Gallar va intercanviar l'obra pel Retrat de Lola Ruiz Picasso, de Pablo Picasso amb Josep Sala i Ardiz, qui posteriorment donaria tota la seva col·lecció al Museu de Montserrat, incloent aquesta obra.
L'obra no va estar entre les seleccionades per a l'exposició que el 2014 la Fundació Gòdia va organitzar: El Greco. La mirada de Rusiñol, que reunia la gran part de pintures del Greco conservades als museus catalans.

## Composició
Harold Wethey considera aquesta obra una versió menor, tot i que interessant, d'un quadre (òbviament de la variant III) conservat al Museu de Belles Arts de Budapest. En aquestes obres -i en les dues primeres versions de L'expulsió dels Mercaders del Temple- hi trobem els escassos exemples d'erotisme femení en tot el corpus pictòric d'El Greco. Efectivament, tot i que Magdalena dirigeix la seva mirada vers el Cel com a Font de salvació, la seva espatlla i el seu pit dret nus, deixen dubtes sobre la seva sinceritat i la seva determinació a l'hora de transcendir les experiències mundanes.
El paisatge a l'esquerra de la pintura és també molt inusual, perquè mostra una bonica sortida de sol en el que sembla la llacuna de Venècia, probablement una evocació de la recent estada del pintor en aquella ciutat. La brillantor del paisatge és també molt inusual, totalment diferent als cels tempestuosos i amenaçadors de Toledo.